# Championnats d'Afrique de judo 2019
Navigation
Édition précédente Édition suivante
Les championnats d'Afrique de judo 2019 sont disputés du 25 au 28 avril 2019 au Cap en Afrique du Sud. Il s’agit de la 40e édition de cette compétition.
Les épreuves individuelles sont dominées par l'Algérie (4 titres, 13 médailles), la Tunisie (4 titres, 8 médailles) et l'Égypte (3 titres, 10 médailles). La Tunisie remporte l'épreuve par équipes.

## Calendrier
| Épreuve↓/Date → | Jeu 25 | Ven 26 | Sam 27 | Dim 28 |
| --------------- | ------ | ------ | ------ | ------ |
| Hommes          |        |        |        |        |
| Moins de 60 kg  | x      |        |        |        |
| Moins de 66 kg  | x      |        |        |        |
| Moins de 73 kg  |        | x      |        |        |
| Moins de 81 kg  |        | x      |        |        |
| Moins de 90 kg  |        |        | x      |        |
| Moins de 100 kg |        |        | x      |        |
| Plus de 100 kg  |        |        | x      |        |
| Femmes          |        |        |        |        |
| Moins de 48 kg  | x      |        |        |        |
| Moins de 52 kg  | x      |        |        |        |
| Moins de 57 kg  | x      |        |        |        |
| Moins de 63 kg  |        | x      |        |        |
| Moins de 70 kg  |        | x      |        |        |
| Moins de 78 kg  |        |        | x      |        |
| Plus de 78 kg   |        |        | x      |        |
| Equipes         |        |        |        |        |
| Mixte           |        |        |        | x      |

## Podiums

### Femmes
| Épreuves                          | Or                 | Argent                           | Bronze                                  |
| --------------------------------- | ------------------ | -------------------------------- | --------------------------------------- |
| Moins de 48 kg poids super-légers | Geronay Whitebooi  | Hadjer Mecerem                   | Oumaima Bedioui Priscilla Morand        |
| Moins de 52 kg poids mi-légers    | Taciana Cesar      | Soumiya Iraoui                   | Salimata Fofana Meriem Moussa           |
| Moins de 57 kg poids légers       | Ghofran Khelifi    | Lamiaa Alzenan                   | Diassonema Mucungui Yamina Halata       |
| Moins de 63 kg poids mi-moyens    | Amina Belkadi      | Sofia Belattar                   | Jasmine Martin Hélène Wezeu Dombeu      |
| Moins de 70 kg poids moyens       | Nihel Landolsi     | Souad Bellakehal                 | Ayuk Otay Arrey Sophina Demos Memneloum |
| Moins de 78 kg poids mi-lourds    | Kaouthar Ouallal   | Unelle Snyman                    | Sarah Myriam Mazouz Sarra Mzougui       |
| Plus de 78 kg poids lourds        | Nihel Cheikhrouhou | Hortence Vanessa Mballa Atangana | Sonia Asselah Kariman Shafik            |

### Hommes
| Épreuves                          | Or                   | Argent                   | Bronze                                   |
| --------------------------------- | -------------------- | ------------------------ | ---------------------------------------- |
| Moins de 60 kg poids super-légers | Fraj Dhouibi         | Bernadin Tsala Tsala     | Younes Saddiki Salim Rabahi              |
| Moins de 66 kg poids mi-légers    | Mohamed Abdelmawgoud | Imad Bassou              | Diogo César Ahmed Abdelrahman            |
| Moins de 73 kg poids légers       | Fethi Nourine        | Mohamed Mohyeldin        | Aden-Alexandre Houssein Faye Njie        |
| Moins de 81 kg poids mi-moyens    | Mohamed Abdelaal     | Abdelaziz Ben Ammar      | Abdelrahman Mohamed Achraf Moutii        |
| Moins de 90 kg poids moyens       | Hatem Abd el Akher   | Abderrahmane Benamadi    | Abderahmane Diao Oussama Mahmoud Snoussi |
| Moins de 100 kg poids mi-lourds   | Lyès Bouyacoub       | Ramadan Darwish          | Dominic Dugasse Seidou Nji Mouluh        |
| Plus de 100 kg poids lourds       | Mbagnick Ndiaye      | Mohamed Sofiane Belrekaa | Ahmed Wahid Mohamed El Mehdi Lili        |

### Par équipes
| Épreuves | Or      | Argent | Bronze         |
| -------- | ------- | ------ | -------------- |
| Mixte    | Tunisie | Maroc  | Algérie Égypte |

## Tableau des médailles
Le tableau des médailles officiel ne prend pas en compte la compétition par équipes.
| Rang  | Nation         | Or | Argent | Bronze | Total |
| ----- | -------------- | -- | ------ | ------ | ----- |
| 1     | Algérie        | 4  | 4      | 6      | 14    |
| 2     | Tunisie        | 5  | 1      | 3      | 9     |
| 3     | Égypte         | 3  | 3      | 5      | 11    |
| 4     | Afrique du Sud | 1  | 1      | 1      | 3     |
| 5     | Guinée-Bissau  | 1  | 0      | 1      | 2     |
| 5     | Sénégal        | 1  | 0      | 1      | 2     |
| 7     | Maroc          | 0  | 4      | 2      | 6     |
| 8     | Cameroun       | 0  | 2      | 3      | 5     |
| 9     | Angola         | 0  | 0      | 1      | 1     |
| 9     | Côte d'Ivoire  | 0  | 0      | 1      | 1     |
| 9     | Djibouti       | 0  | 0      | 1      | 1     |
| 9     | Gabon          | 0  | 0      | 1      | 1     |
| 9     | Gambie         | 0  | 0      | 1      | 1     |
| 9     | Maurice        | 0  | 0      | 1      | 1     |
| 9     | Seychelles     | 0  | 0      | 1      | 1     |
| 9     | Tchad          | 0  | 0      | 1      | 1     |
| Total | Total          | 14 | 13     | 28     | 55    |